# Georg Friedrich Sartorius
Georg Friedrich Sartorius von Waltershausen, född 25 augusti 1765 i Kassel, död 24 augusti 1828 i Göttingen, var tysk historiker. Han var far till Wolfgang Sartorius von Waltershausen.
Sartorius blev professor 1797 i filosofi och 1814 i politik vid Göttingens universitet och upphöjdes 1827 i friherrligt stånd med namnet von Waltershausen. Hans främsta historiska arbeten ligger inom den hanseatiska historiens område: Geschichte des Hanseatischen Bundes und Handels (tre band, 1802-08) och den postumt utgivna Urkundliche Geschichte des Ursprung es der deutschen Hanse (två band, 1830). Vidare märks Versuch einer Geschichte des deutschen Bauernkrieges (1795), Versuch über die Regierung der Ostgothen während ihrer Herrschaft in Italien (1811) samt ett antal nationalekonomiska skrifter, genom vilka han bidrog att sprida Adam Smiths läror i Tyskland.

## Fotnoter
1. 1 2  SNAC, SNAC Ark-ID: w6b98x41, läs online, läst: 9 oktober 2017.[källa från Wikidata]
2. ↑  Gemeinsame Normdatei, läst: 10 december 2014.[källa från Wikidata]
3. ↑  Gemeinsame Normdatei, läst: 30 december 2014.[källa från Wikidata]